# 무안국제공항
무안국제공항(務安國際空港, 영어: Muan International Airport, IATA: MWX, ICAO: RKJB) 전라남도 무안군 망운면 피서리에 있는 국제공항으로 광주공항과 목포공항을 대체하기 위해 만들어졌다.

## 연혁

### 1980년대
- 1986년 : 영동, 호남권 신 국제공항 건설 추진
- 1989년 : 수도권, 영동, 호남 3개 신공항 건설 계획을 발표

### 1990년대
- 1994년 : 공항개발 기본수립 및 고시
- 1998년 12월: 무안국제공항 기본계획 고시(김대중 정부 때 무안국제공항 확정)
- 1999년 : 무안국제공항 기공

### 2000년대
- 2007년
  - 무안국제공항 개항과 동시에 목포공항 폐쇄. 기존의 목포공항 민항기 노선들을 모두 무안국제공항으로 이전
  - 외국항공사의 3·4 자유권을 보장하는 일방자유화공항인 자유공항(free airport)으로 지정[1]
- 2008년 : 광주공항 국제선 노선 이전[2]

### 2010년대
- 2010년
  - 서울(김포) 단항
  - 제주 신규 취항
- 2013년
  - 기타큐슈 부정기편 신규취항
  - 마닐라 신규취항
- 2014년
  - 톈진 신규취항
  - 티웨이항공, 제주 신규취항
- 2015년
  - 니가타 부정기편 신규취항
- 2016년
  - 상하이(푸둥) 신규취항 (주7회)
  - 무안 훈련기 추락사고로 3명 사망
- 2017년
  - 상하이(푸둥) 단항
  - 칼리보 신규취항
  - 코리아 익스프레스 에어, 돗토리 전세편 신규취항
- 2018년
  - 제주항공, 다낭, 방콕(수완나품), 오사카(간사이), 타이페이(타오위안) 신규취항
  - 중국동방항공, 상하이(푸둥) 재취항
  - 코리아 익스프레스 에어, 기타큐슈, 마쓰모토 신규취항 및 와카야마 전세편 신규취항
  - 티웨이항공, 오이타 신규 취항 및 기타큐슈 정기노선 전환
- 2019년
  - 제주항공, 도쿄(나리타), 마카오, 블라디보스토크, 옌지[3], 후쿠오카[4] 신규취항

### 2020년대
- 2021년
  - 하이에어, 서울(김포), 제주 정기편 취항
- 2022년
  - 무안국제공항역 착공
- 2024년 12월 29일
  - 제주항공 2216편 활주로 이탈 사고로 공항 운영 중단

## 시설 규모
- 여객 터미널은 연간 519만명(국내선 416만명, 국제선 103만명)의 여객을 처리할 수 있으며, 3개의 탑승교가 설치되어 있다.
- 길이 2,800m×너비 45m의 활주로 1본이 설치되어 있으며, 2025년 완공을 목표로 활주로를 360m 연장하고 있다.[5] 활주로의 연간 항공기 처리능력은 14만 회이다.

## 운항 노선

### 국제선
| 항공사      | 목적지                                                           |
| ----------- | ---------------------------------------------------------------- |
| 제주항공    | 나가사키, 다낭, 방콕(수완나품), 코타키나발루, 타이페이(타오위안) |
| 진에어      | 도쿄(나리타), 오사카(간사이), 울란바타르, 타이페이(타오위안)     |
| 룽에어      | 항저우                                                           |
| 비엣젯 항공 | 나트랑, 다낭                                                     |

### 국내선
| 항공사   | 목적지 |
| -------- | ------ |
| 제주항공 | 제주   |
| 진에어   | 제주   |

## 이용객 추이

### 전체
| 연도       | 2007년  | 2008년  | 2009년  | 2010년  | 2011년 | 2012년 | 2013년  | 2014년  | 2015년  | 2016년  |
| ---------- | ------- | ------- | ------- | ------- | ------ | ------ | ------- | ------- | ------- | ------- |
| 운항(편수) | 224     | 1,841   | 1,032   | 1,058   | 875    | 923    | 1,237   | 1,499   | 2,355   | 2,330   |
| 여객 (명)  | 15,223  | 130,014 | 57,716  | 100,021 | 91,133 | 96,166 | 132,603 | 178,414 | 311,922 | 321,675 |
| 연도       | 2017년  | 2018년  | 2019년  | 2020년  | 2021년 | 2022년 |         |         |         |         |
| 운항(편수) | 2,146   | 3,818   | 6,585   | 930     | 88     | 192    |         |         |         |         |
| 여객 (명)  | 298,016 | 543,247 | 895,410 | 112,938 | 7,529  | 29,394 |         |         |         |         |

- 2007년 11월 8일 개항과 함께 폐쇄된 목포공항을 대체하고 광주공항의 국제선을 이관받았지만, 광주공항이 유지되어 여객 유치에 한계가 있었고 개항 초기에 2008년 세계 금융 위기와 2009년 신종플루 사태로 인해 국제적 이용객 수(2008년 10만4천 명, 2009년 3만8천 명)가 개항 전 광주공항의 국제선 이용객(2006년 12만4천 명)보다 저조하였다.
- 2013년부터 2017년까지 10만 명대였던 국제선 이용객 수가 제주항공 등이 국제선 운항을 대폭 늘려 2018년에 32만6천 명, 2019년에 68만7천 명에 이르렀다.

### 국내선
| 연도       | 2007년  | 2008년  | 2009년  | 2010년 | 2011년 | 2012년 | 2013년 | 2014년 | 2015년  | 2016년  |
| ---------- | ------- | ------- | ------- | ------ | ------ | ------ | ------ | ------ | ------- | ------- |
| 운항(편수) | 93      | 775     | 642     | 435    | 193    | 209    | 205    | 323    | 930     | 729     |
| 여객 (명)  | 3,897   | 25,801  | 19,915  | 22,617 | 15,460 | 17,089 | 18,125 | 32,112 | 129,125 | 126,654 |
| 연도       | 2017년  | 2018년  | 2019년  | 2020년 | 2021년 | 2022년 |        |        |         |         |
| 운항(편수) | 860     | 1,510   | 1,390   | 233    | 88     | 0      |        |        |         |         |
| 여객 (명)  | 141,067 | 216,725 | 208,130 | 25,054 | 7,529  | 0      |        |        |         |         |

### 국제선
| 연도       | 2007년  | 2008년  | 2009년  | 2010년 | 2011년 | 2012년 | 2013년  | 2014년  | 2015년  | 2016년  |
| ---------- | ------- | ------- | ------- | ------ | ------ | ------ | ------- | ------- | ------- | ------- |
| 운항(편수) | 131     | 1,066   | 390     | 623    | 682    | 714    | 1,032   | 1,176   | 1,425   | 1,601   |
| 여객 (명)  | 11,326  | 104,213 | 37,801  | 77,404 | 75,673 | 79,077 | 114,478 | 146,302 | 182,797 | 195,021 |
| 연도       | 2017년  | 2018년  | 2019년  | 2020년 | 2021년 | 2022년 |         |         |         |         |
| 운항(편수) | 1,286   | 2,308   | 5,195   | 697    | 0      | 192    |         |         |         |         |
| 여객 (명)  | 156,949 | 326,522 | 687,280 | 87,884 | 0      | 29,394 |         |         |         |         |

## 논란

### 명칭 변경 문제
- 박광태 전 광주광역시장과 김재균 등 민주당 소속 정치인을 비롯해 광주상공회의소가 무안국제공항 명칭을 '광주국제공항' 또는 '광주·무안국제공항'으로 변경할 것을 국토부에 요청하자 한동안 무안군이 반발했다. 전라남도는 사전 협의가 없었다는 이유로 난색을 표했다.[10] 그러나 무안군민들을 대상으로 한 설문조사에서는 광주공항을 폐쇄하고 그 노선을 무안국제공항으로 통합해 공항을 활성화하는 조건으로 광주란 명칭을 사용해도 된다는 응답이 많았다.[11]

### 광주공항 통합 문제
- 무안국제공항은 1993년 아시아나항공 733편 추락사고 이후 광주공항과 목포공항을 통합해 대체하기 위해 1999년에 착공하여 2007년에 완공해 같은 해 11월 8일에 개항하였다. 그러나 광주공항의 국내선이 유지되어 여객 유치에 한계가 있었고, 개항 초기에는 2008년 세계 금융 위기와 2009년 신종플루 사태로 이용객 수가 매우 적어 사실상 유령공항이 되었다.
- 이를 이유로 광주광역시 내에서는 무안국제공항에 대한 회의론이 퍼졌고, 광주공항의 국제선을 부활해야 한다는 주장까지 제기되었다.[12] 그러나, 이는 소음 문제를 이유로 광주공항의 군공항을 이전해야 한다는 주장과 배치되어 이율배반적인 것이었다.
- 전라남도와 무안군은 광주공항의 국내선을 이전해야 무안국제공항이 활성화가 된다고 주장하면서도,[13] 무안군은 군공합 통합 이전을 반대하고 전라남도는 미온적 입장을 보여왔다.
- 2021년까지 광주공항을 폐쇄하고 공항 기능을 모두 무안국제공항으로 이전하기로 2018년에 전라남도지사와 광주시장이 합의하였으나,[14] 국토교통부가 군공항 이전과 연계해 추진하기로 공항개발 종합계획을 확정함으로써 이전이 미뤄졌다.[15]
- 광주공항이 폐쇄·통합되면 무안공항의 연간 이용객 수는 4개 대형 공항(인천, 제주, 김포, 김해) 등에 이어 대한민국 6위권 공항으로 만성적인 적자 공항에서 벗어날 것으로 예상된다.[16]

## 사건 및 사고

### 2016년 무안 훈련기 추락 사고
- 2016년 6월 17일 15시경 무안 훈련기 추락사고로 3명 전원 사망 했다.

### 2024년 제주항공 2216편 활주로 이탈 사고
2024년 12월 29일 오전 9시 3분경, 181명이 탑승한 태국 방콕발 제주항공 7C2216편(보잉 737-800)이 무안국제공항 활주로에 동체 착륙을 시도하던 중 외벽과 충돌했다. 동체 충돌 후 발생한 화재로 반파되었고, 사망자 179명(태국인2명 포함), 생존자 2명(승무원)으로 밝혔다.

## 같이 보기
- 광주공항
- 목포공항